# Simfonia núm. 2 (Martinů)
La Simfonia núm. 2, H. 295, de Bohuslav Martinů va ser composta del 29 de maig al 24 de juliol de 1943 per encàrrec de la comunitat txeca de Cleveland. Va ser estrenada per l'Orquestra de Cleveland dirigida per Erich Leinsdorf el 28 d'octubre de 1943, que va marcar el 25è aniversari de la fundació de Txecoslovàquia, després rebaixada a protectorat txec i estat titella eslovac sota l'ocupació alemanya. Tanmateix, porta la dedicació «als meus compatriotes de Cleveland».
L'obra, que s'ha relacionat amb la Simfonia núm. 8 d'⁣Antonín Dvořák de 1889 pel seu caràcter innocentment pastoral, és la més curta de les sis simfonies de Martinů, amb una durada aproximada de 24 minuts, i l'única que acaba en la seva tonalitat original, re major. Consta d'un Allegro fluent, un Andante serè, un Scherzo marcial i un Finale brillant.

## Origen i context
Martinů tenia més de cinquanta anys quan va començar a treballar en la Primera Simfonia el 1942, sense haver escrit cap música per a una gran orquestra durant els 14 anys precedents. Com Brahms, que va començar als quaranta, semblava que volia esperar la plena maduresa abans d'abordar aquesta imposant forma musical. Martinů va utilitzar l'expressió en francès calme et lyrique per descriure les dues primeres simfonies, i gairebé es podrien considerar com a peces complementàries, amb la seva estructura clàssica estricta de quatre moviments i un to pastoral i reflexiu força similar.
Martinů va treballar en la seva Segona Simfonia del 29 de maig al 24 de juliol de 1943, a Darien, Connecticut, gairebé un any després de l'estrena de la Primera.

## Representacions
L'obra es va estrenar el 28 d'octubre de 1943 compartint programa amb el poema simfònic de Smetana Vltava. Martinů va assistir a l'estrena, malgrat que tenia una altra estrena la mateixa nit a la Filharmònica de Nova York, de la seva obra Memorial to Lidice.
El 1946 va ser interpretada per Ernest Ansermet a Brussel·les.

## Anàlisi musical
Aquesta obra no només és oposada en molts sentits a la simfonia precedent, sinó a la resta del cicle. De totes les de Martinů, la segona és la més curta amb només 23 minuts.
Encara que el tema tranquil que obre l'Allegro moderato sembla prometre una forma de sonata, Martinů prescindeix tant d'un segon tema com de la secció de desenvolupament esperada. L'Andante és el moviment lent més reeixit i menys ambiciós de totes les simfonies de Martinů. Té un caràcter encara més nostàlgic que el que s'ha trobat mai a Dvořák, expressat amb frases d'una senzillesa folklòrica intercanviades entre fusta i cordes.
Tot i que està escrita per a una gran orquestra augmentada per un piano, aquestes forces són tractades amb tanta discreció que l'efecte és d'una intimitat transparent semblant a la música de cambra.

## Enregistraments
| Any  | Director               | Orquestra                                   | Segell                    |
| ---- | ---------------------- | ------------------------------------------- | ------------------------- |
| 1943 | Erich Leinsdorf        | Orquestra de Cleveland                      | Enregistrament no oficial |
| 1962 | Karel Ančerl           | Orquestra Filharmònica Txeca                | BBC Maida Vale Studios    |
| 1979 | Václav Neumann         | Orquestra Filharmònica Txeca                | Supraphon                 |
| 1985 | Guennadi Rojdéstvenski | USSR Ministry of Culture Symphony Orchestra | Yedang Classics           |
| 1987 | Neeme Järvi            | Bamberger Symphoniker                       | BIS                       |
| 1990 | Claus Peter Flor       | Berliner Symphoniker                        | RCA                       |
| 1992 | Bryden Thomson         | Royal Scottish National Orchestra           | Chandos                   |
| 1997 | Arthur Fagen           | Orquestra Simfònica Nacional d'Ucraïna      | Naxos                     |
| 2003 | Vladimír Válek         | Berliner Symphoniker                        | Supraphon                 |
| 2011 | Jiří Bělohlávek        | BBC Symphony Orchestra                      | Onyx Classics             |
| 2017 | Cornelius Meister      | ORF Radio-Symphonieorchester Wien           | Capriccio                 |